# Preußisch-russischer Allianzvertrag (1743)

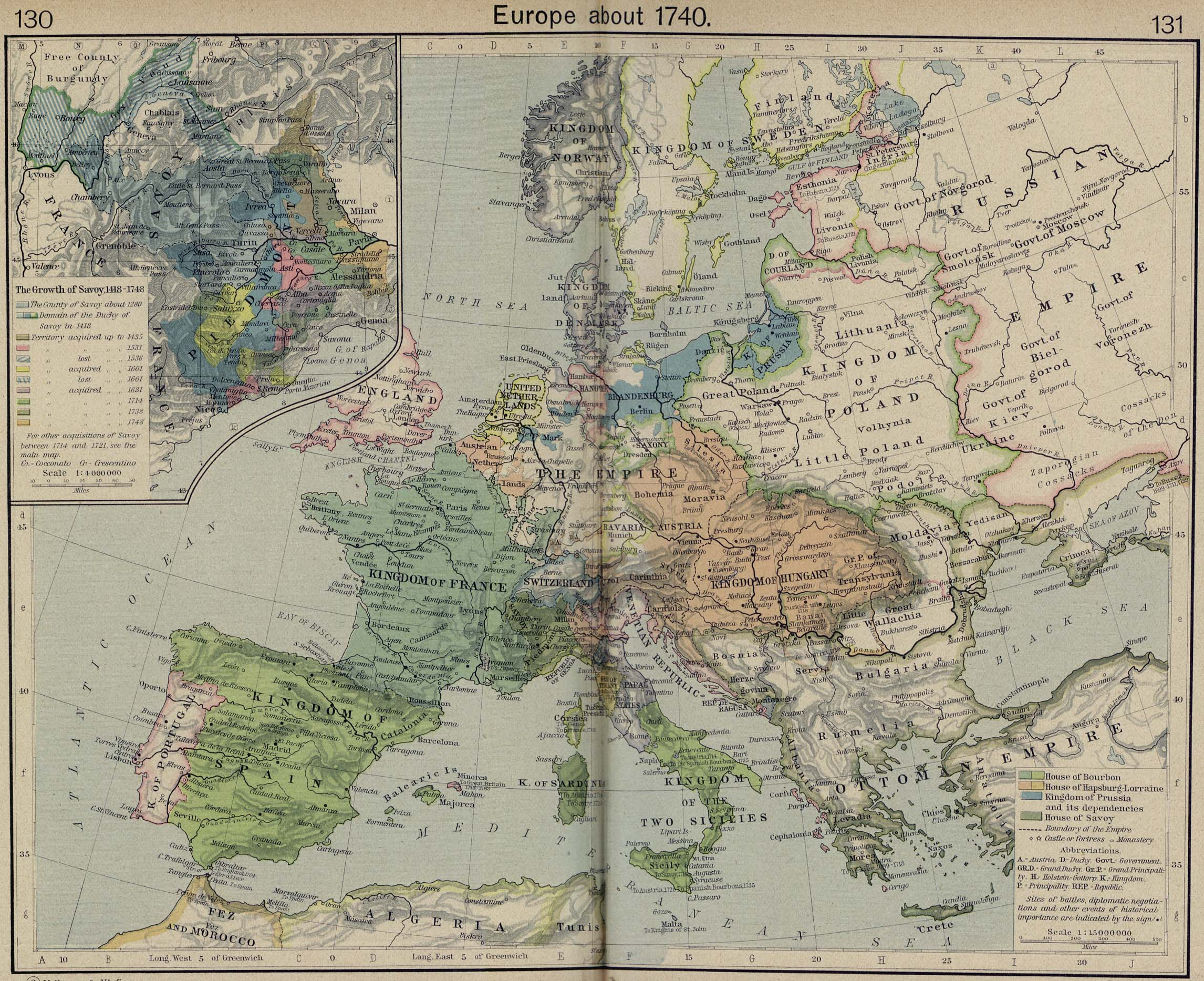
Europa um 1740

Der Preußisch-russische Allianzvertrag vom 10. März 1743 war ein kurzlebiges Defensivbündnis zwischen Preußen und Russland. Neben verteidigungspolitischen Vereinbarungen enthält der Vertrag Bestimmungen zu Polen-Litauen und Schlesien.

## Historischer Hintergrund
Preußen führte gegen Österreich Krieg um die Provinz Schlesien (vgl. Erster Schlesischer Krieg). Russland stand zu jener Zeit im Bündnis mit beiden kriegsführenden Seiten – das Bündnis mit Wien wurde bereits 1726 geschlossen, das Bündnis mit Berlin im Dezember 1740. Am europäischen Krieg nahm St. Petersburg jedoch nicht teil, nachdem es im Krieg 1741–1743 einem Angriff von Schweden ausgesetzt war, das vergeblich versucht hatte, Revanche für die Territorialverluste im Großen Nordischen Krieg zu nehmen. Mit einer Palastrevolution am 25. November 1741 errang Elisabeth die Macht. Die neue Regierung erhielt dabei viel Unterstützung durch den französischen Gesandten Marquis de La Chétardie und stand in freundschaftlichen Beziehungen zu Frankreich und zu dem mit Frankreich im Krieg um das österreichische Erbe verbündeten Preußen. Am Tag der Revolte benachrichtigte Elisabeth Friedrich II. darüber, dass sie Freundschaft und Bündnis mit Preußen bewahren wolle. Dem preußischen König war der Machtwechsel in Russland ganz recht, da durch die Revolte die an Wien orientierte Regierung von Anna Leopoldowna (Regentin für Iwan VI.) stürzte. Im Juli 1742 begannen Berlin und St. Petersburg Verhandlungen über eine Erneuerung des Bündnisses von 1740. Zu dieser Zeit schloss Friedrich II. einen Separatfrieden mit der österreichischen Monarchin Maria Theresia, dem sich auf preußische Bitte hin auch Russland anschloss. Allerdings konnte Friedrich II. nicht erwirken, dass Russland ihm den eroberten Teil Schlesiens garantierte. St. Petersburg vertrat die Auffassung, dass eine solche Garantie für die mit Gewalt eroberten ehemaligen österreichischen Länder Russland zu einem Zeitpunkt in einen europäischen Konflikt hineinziehen könnte, an dem es selbst seinen Krieg mit Schweden fortsetzte. Berlin musste sich mit einer allgemeinen Garantie über den Bestand aller preußischen Besitztümer zufriedengeben.

## Vertrag
Der Vertrag über ein Verteidigungsbündnis zwischen Russland und Preußen wurde am 16. März 1743 geschlossen. Beide Seiten garantierten sich im Angriffsfall einer Dritten Partei gegenseitigen militärischen Beistand. Der Breslauer Vertrag, dem Friedrich Schlesien vorerst sicherte, wurde anerkannt. Preußen und Russland einigten sich auf den Schutz der Dissidenten in Polen-Litauen. Nur nach beidseitiger Übereinkunft sollte für den vakanten Herzogtitel von Kurland ein Kandidat ernannt werden.

## Weitere Entwicklung
Die Freundschaft zwischen Russland und Preußen war brüchig und trotz des Verteidigungsbündnisses verbesserten sich die Beziehungen nicht. Nach St. Petersburg drangen Gerüchte über die Versuche Friedrichs II., eine eigene Partei in Polen zu bilden und sich in die Territorialstreitigkeiten zwischen den örtlichen Magnaten einzumischen; und ebenso über dessen Versuche, den Adel in Kurland mit dem Ziel zu bestechen, dass Prinz Heinrich von Preußen, der Bruder Friedrichs II., zum Herzog von Kurland gewählt würde. Damit begannen sich die außenpolitischen Interessen Russlands und Preußens in Osteuropa zu überschneiden. Zur selben Zeit trafen Nachrichten über die wahren und ganz und gar nicht freundschaftlichen Beziehungen Friedrichs II. zu Russland ein. Am 1. Januar 1743 berichtete der russische Gesandte in Berlin, St. Petersburg von seinem Gespräch mit dem französischen Botschafter in Preußen, dem Marquis de Valory. Der Franzose sagte, dass der preußische Hof gleichzeitig Russland hasse und es fürchte. Zum endgültigen Bruch mit in den russisch-preußischen Beziehungen kam es im Jahr 1744. Zu dieser Zeit hatte Russland den Krieg gegen Schweden erfolgreich beendet und konnte nun den europäischen Angelegenheiten mehr Aufmerksamkeit schenken. Die antipreußische Stimmung am Petersburger Hof verstärkte sich zunehmend und 1746 wurde ein russisch-österreichisches Verteidigungsbündnis geschlossen.